# اروپا در عصر ادیان بزرگ
اروپا در عصر ادیان بزرگ
تا سال ۴۵۰ میلادی رومیان باستان، انگلستان را ترک کرده بودند و به جای آنها تعداد زیادی از مردم شمال اروپا در آنجا اقامت داشتند. اقوامی که در آنجا سکونت داشتند متعلق به چهار قبیله، «آنگل»ها، «گوت»ها، «فریزی»ها و «ساکسون»ها بودند. این ساکنان، «آنگلوساکسون» نامیده شدند. قبرهای منطقه ساتن هو با یادداشتهای راهبانی مثل عالیجناب «بید»، اطلاعات مربوط به تاریخ آنها را بیان می‌کند. قرنها بعد، شاهان آنگلوساکسون مانند آلفرد کبیر با مهاجمان وایکینگ جنگیدند. 
از حدود سال ۸۰۰ تا ۱۳۰۰ میلادی، بیشتر مناطق اروپای غربی توسط سیستم فئودالی سازماندهی شده بود. پادشاه مالک همه زمین بود که به مناطقی به نام ملک اربابی تقسیم می‌شد و ارباب هر ملک، خراجگزار پادشاه محسوب می‌شد. او سوگند وفاداری یاد می‌کرد و متعهد می‌شد که برای حفاظت از اموال پادشاه، سربازانی (مردان جنگی) استخدام نماید. رعیت‌ها در روستاها زندگی می‌کردند. آنها سهمی از محصولات خود را به املاک شاه (خراجگزار شاه) می‌دادند. 
بسیاری از اولین مردان و زنان مسیحی، زندگی در خلوت را انتخاب کردند تا بتوانند خود را وقف خداوند کنند. در قرن چهارم میلادی آنتونی مقدس اولین صومعه را بنیان نهاد که در آن تعدادی، از راهبان به‌اتفاق با هم زندگی می‌کردند، کار می‌کردند و با هم عبادت می‌نمودند. 
کاشفان وایکینگی برای جستجوی سرزمینهای جدید، به درون آبهای پرخطر و خروشان اقیانوس اطلس شمالی رفتند. بیشتر آنها اهل نروژ بودند، جایی که دره‌های از جمعیت پر شده بود و زمینهای کشاورزی بسیار کمی وجود داشت. در بین سالهای ۸۰۰ میلادی و ۱۰۰۰ میلادی، آنها جزایر فائرو، ایسلند، گرینلند و وینلند (سرزمین تازه پیدا شده در کانادا) را کشف کردند. قایقهای پر از مهاجرین و کوچندگان و حیواناتشان به آنجا رفتند. سفرهای دریایی بسیار خطرناک بود و کشتی‌های زیادی در توفان گم شدند.

## منبع
دانشنامهٔ رشد